# Elisa Martínez Contreras
Elisa Martínez Contreras (* um 1900 in Buenos Aires, Argentinien; † 15. April 1985 in Bariloche, Argentinien) war die erste Ehefrau von Juan José Arévalo und First Lady von Guatemala während Arévalos Präsidentschaft von 1945 bis 1951. Sie war Grundschullehrerin und setzte sich in ihrer sozialen Arbeit für Kinder ein. Während ihrer Zeit als First Lady gründete sie die ersten Suppenküchen Guatemalas und Heime für obdachlose Kinder.

## Biografie
Elisa Martínez wurde um 1900 in Buenos Aires, Argentinien, als Tochter von Silverio Martínez und Brigida Contreras de Martínez geboren. Später hieß es, sie sei „etwa vier Jahre älter“ als ihr Mann Arévalo, der 1904 geboren wurde. Er kam 1927 nach Argentinien, um zu studieren, und sie heirateten im folgenden Jahr. Sie hatte 1921 ihren Abschluss als Grundschullehrerin gemacht und anschließend über zwanzig Jahre lang an einer Schule in Buenos Aires unterrichtet.
Als Arévalo 1944 nach Guatemala zurückkehrte, kam Martínez mit ihm. Er kandidierte bei den Präsidentschaftswahlen, die er gewann, und trat am 15. März 1945 das Amt des Präsidenten von Guatemala an, das er sechs Jahre lang ausübte; danach übernahm sie das informelle Amt der First Lady. Sie widmete sich der Pionierarbeit in Guatemala im Bereich der sozialen Dienste und gründete Suppenküchen, Heime für obdachlose Kinder, Kindergärten und andere Einrichtungen. Elisa Martínez begann auch, sich um Kindertagesstätten und Schulen zu kümmern. Berichten zufolge bestätigte ihre Nachfolgerin als First Lady, Maria Cristina Vilanova, dass Martínez sie bei der Amtseinführung des Nachfolgers von Arévalo, Jacobo Arbenz, am 15. März 1951 gebeten habe, die Arbeit von Martínez zu übernehmen.
Nachdem sie Guatemala nach dem Ende der Amtszeit ihres Mannes verlassen hatte, kehrte sie nach Buenos Aires zurück und nahm ihre Lehrtätigkeit an derselben Schule wieder auf, an der sie vor ihrer Abreise tätig gewesen war. Martínez starb am 15. April 1985 in Bariloche, Argentinien.